# Alison Steadman
Alison Steadman, née le 26 août 1946 à Liverpool, et officier de l'ordre de l'Empire britannique depuis 2000, est une actrice britannique. 
Elle fait ses débuts en 1968 au théâtre royal dans le rôle d'Ophélie, puis à Londres en 1973 dans Wholesome Glory, une pièce de Mike Leigh. C'est une actrice très polyvalente, surtout connue pour ses interprétations de personnages excentriques et flamboyants. Elle interprète en particulier le rôle de Mrs Bennet dans la mini-série de 1995 Orgueil et Préjugés, tirée du roman de Jane Austen, Orgueil et Préjugés.

## Biographie
Née le 26 août 1946 à Liverpool, Alison Steadman est la fille de George Percival Steadman et de Marjorie Evans. Elle fait ses études à Childwall Valley High School puis à l'East-15 Acting School de 1966 à 1969. Elle commence à travailler comme secrétaire avant de décider de mener une carrière théâtrale. Elle fait ses débuts professionnels en 1968 au Théâtre Royal dans The Prime of Miss Jean Brodie, et dans un rôle du répertoire, celui d'Ophélie. Puis elle rencontre le dramaturge Mike Leigh et apparait dans ses deux pièces créées en 1973 The Jaws of Death et Wholesome Glory. Elle l'épouse le 15 août de la même année. 
Elle se fait remarquer dans des rôles plutôt excentriques et est récompensée par un Laurence Olivier Award en 1992 pour son interprétation de Mari (la mère expansive et incontrôlable de Little Voice) dans The Rise and Fall of Little Voice de Jim Cartwright. Elle n'a pas de grands rôles au cinéma, sauf dans Life is Sweet, produit par son mari en 1990 (sorti en France en septembre 1991) pour lequel elle a obtenu deux récompenses, mais une belle carrière à la télévision. 
Mike Leigh et Alison Steadman divorcent en 2001. Ils ont deux fils, Toby (illustrateur) et Leo (cinéaste).

## Filmographie

### Télévision
- 1971 : Bel Ami (épisode 3, Madeleine) : une escrimeuse
- 1973 : Z Cars (épisode 32, saison 8 Suspicion et épisode 1, saison 9 Nuisance)
- 1973-1981 : Play for Today
- 1974 : Girl (téléfilm)
- 1974-1975 : Second City Firsts (2 épisodes, en 1974 Girlet Early to Bed en 1975)
- 1974-1976 : Crown Court :  Mary Chatham et  Cheryl Baker
- 1975 : Tarbuck and All That!
- 1975 : The Wackers : Bernadette Clarkson
- 1975 : Oil Strike North : Paula Webber
- 1976 : Red Letter Day : Margaret Hudson
- 1977 : Esther Waters : Sarah
- 1978 : ITV Playhouse : Norma Hardy
- 1979 : Two's Company : Pamela
- 1980 : Moving Pictures (téléfilm)
- 1982 : P'tang, Yang, Kipperbang (téléfilm) : Miss Land
- 1983 : Tartuffe or the Impostor (téléfilm) : Elmire
- 1985 : Coming Through (téléfilm) : Kate
- 1985 : Number One (téléfilm) : Doreen
- 1986 : The Singing Detective (mini-série) : Mrs. Marlow/Lili
- 1986 : In Sickness and in Health (série) : la mère
- 1987 : The Finding (téléfilm) : la maman
- 1988 : The Short and Curlies : Betty
- 1989 : Screen Two : Brenda Ogdon
- 1989 : The Jim Henson Hour (épisode 6 Monster Maker) : Perriwinkle
- 1989 : Screenplay (saison 4, épisode 12 A Small Mourning) : Marjorie
- 1990 : Screen One (saison 2, épisode 1 News Hounds) : Jackie Johns
- 1991 : Selling Hitler (mini-série) : Edda Goering
- 1991 : Gone to the Dogs (mini-série) : Lauren Patterson
- 1992 : Gone to Seed : Hilda
- 1994 : The Wimbledon Poisoner (mini-série) : Elinor Farr
- 1995 : Kavanagh QC (saison 1, épisode 1 Nothing But the Truth) : Evelyn Marie Kendall
- 1995 : Orgueil et Préjugés (mini-série) : Mrs Bennet
- 1995 : Coogan's Run (épisode 6 The Curator) : Annette
- 1996 : Karaoke (mini-série) : Mrs Haynes
- 1996 : Cold Lazarus (mini-série) : Mrs Haynes
- 1996 : No Bananas (mini-série) : Evelyn Hamilton
- 1997 : The Missing Postman (téléfilm) : Christine Peacock
- 1995-1998 : Crapston Villas : Marge Stenson
- 1999 : Let Them Eat Cake : Madame De Plonge
- 1998-2000 : Stressed Eric : Mrs Perfect (voix)
- 2000-2005 : Fat Friends : Betty Simpson
- 2001 : Adrian Mole: The Capuccino Years : Pauline Mole
- 2001 : Ivor the Invisible (téléfilm) : tante Barbara (voix)
- 2002 : Celeb (épisode 5) : Grandma
- 2003 : Comic Relief 2003: The Big Hair Do (téléfilm) : Professeur Minerva McGonagall
- 2003 : Lenny Henry in Pieces (saison 2, épisodes 1, 2, 6 et 7)
- 2003 : Hans Christian Andersen: My Life as a Fairy Tale (téléfilm) : Mrs Meisling
- 2004 : Dalziel and Pascoe (Inspecteurs associés) (saison 8, épisode 4 Soft Touch) :  Marion Mattis
- 2004 : Bosom Pals (téléfilm) : Joan
- 2005 : Twisted Tales (épisode 14 Fruitcake of the Living Dead) : Margery Faversham
- 2004-2005 : The Lenny Henry Show (saison 1, épisode 2 ; saison 2, épisode 8) : Mrs Twelvetrees
- 2005-2006 : La Pire Semaine de ma vie :  Angela Cook
- 2007 : The Last Detective (saison 4, épisode 4 The Man from Montevideo) : Karen Horner
- 2007 : Saison 3 de Miss Marple (s3.02 : Témoin indésirable) : Kirsten Lindstrom
- 2007 : The Diner Party (téléfilm) : Juliet
- 2007 : Fanny Hill (mini série) : Mrs Brown
- 2007 : Who Gets the Dog? (téléfilm) : Jenny Evans
- 2007-2008 : The Omid Djalili Show (saison 1, épisode 2) : Mrs Dashett
- 2007-2019 : Gavin & Stacey (22 épisodes) : Pam Shipman
- 2012 : Come Rain Come Shine (téléfilm) : Dora Mitchell
- 2012 : Playhouse Presents (saison 1, épisode 4 King of the Teds) : Tina
- 2012 : A Civil Arrangement (téléfilm) : Isobel
- 2012 : Inspecteur George Gently (saison 5, épisode 3 The Lost Child) : Esther Dunwoody
- 2012 : Little Crackers (saison 3, épisode 5 Autograph et 9 Boo! A Ghost Story) : la mère d'Alison et Mrs O'Grady
- 2013 : Inspecteur Lewis (saison 7, épisodes 5 et 6 Intelligent Design) : Révérend Martha Seager
- 2013 : The Syndicate (saison 2, épisodes 2 à 6) : Rose
- 2013 : Love & Marriage (épisodes 2 à 6) : Pauline Paradise
- 2014 : The Great War: The People's Story (mini-série) : Hallie Miles
- 2014 : The Secrets (mini série) : Angela
- 2015-2016 : Orphan Black (saison 3, épisode 9 Insolvent Phantom of Tomorrow et 10 History Yet to Be Written) : Kendall Malone
- 2016 : Boomers (saison 2, épisodes 1 à 5) : Joyce
- 2016 : Inspecteur Barnaby (saison 18, épisode 2 The Incident at Cooper Hill) : Abigail Tonev
- 2018 : Butterfly (mini-série) : Barbara
- 2018 : Care (téléfilm) : Mary
- 2018-2019 : Hold the Sunset (13 épisodes) : Edith
- 2020 : Life (mini-série) : Gail Reynolds
- 2020 : Roald & Beatrix: The Tail of the Curious Mouse (téléfilm) : Dora
- 2020 : Pandemonium (1 épisode) : Sue Jessop

### Cinéma
- 1984 : Porc royal : Mrs Allardyce
- 1984 : Champions : Mary Hussey
- 1986 : Clockwise : Gwenda Stimpson
- 1988 : Les Aventures du baron de Münchhausen : Daisy
- 1988 : Un lundi trouble : la maire
- 1989 : Shirley Valentine : Jane
- 1990 : Life Is Sweet : Wendy
- 1992 : Méli-mélo à Venise : Rosemary Horton
- 1996 : Secrets et Mensonges : la propriétaire du chien
- 1999 : Topsy-Turvy : Madame Leon
- 2004 : Moi, Peter Sellers : agent de casting
- 2014 : Peterman : tante Jean
- 2015 : Burn Burn Burn : Diana
- 2016 : La British Compagnie : Mrs Fox
- 2020 : 23 Walks : Fern
- 2021 : The King's Man : Première mission : Rita

### Court-métrage
- 1994 : Degas and Pissarro Fall Out : Emma Dumay
- 2002 : D.I.Y. Hard : la femme
- 2005 : The Housewife : la femme au foyer
- 2006 : Dead Rich : Maggie
- 2009 : Second Chance : Billie Shackleton
- 2011 : French Exchange : Mrs Phillips
- 2012 : Notes : Allison
- 2012 : The Day of my nan Died : Jean
- 2017 : French Exchange : Mrs. Phillips
- 2017 : Yours Faithfully Edna Welthorpe, Mrs : Edna Welthorpe
- 2018 : Bertie : Ann
- 2018 : Ghosted : Alison
- 2018 : Three Sacks Full of Hats : Mère
- 2019 : Off Grid : Grace Tanner

## Voix françaises
- Dorothée Jemma dans :
  - Les Aventures du baron de Münchhausen
  - La Pire Semaine de ma vie (série télévisée)
- Marion Loran dans Méli-mélo à Venise
- Jocelyne Darche dans Orgueil et Préjugés (mini-série)
- Anne Rochant dans The King's Man : Première Mission
- Frédérique Cantrel dans Better Man